# WARASHI
『WARASHI』（ワラシ）は、寺沢大介による日本の漫画および、それを題材にしたテレビドラマ。

## 概要
『週刊少年マガジン』（講談社）にて、寺沢の代表作の一つとなった『ミスター味っ子』の次回作として1990年35号から1991年27号まで連載。全37話、KCコミックス全4巻。#テレビドラマ化されている。少年少女が妖怪と戦う退魔もののホラー漫画で、作者のデビュー作にみられたファンタジーものをベースに後半は高校生活も織り交ぜている。妖怪のグロテスクな描写に加え、裸体の描写（サービスカット）も複数存在するなど、料理漫画が代表作であるなか異彩を放つ作品となっている。
序盤は勧善懲悪もので妖怪を退治する1話完結型のエピソードであったが、次第に主人公・ワラシの因縁の相手である天邪鬼とのシリアスな戦いが主なテーマとなる。連載終盤（コミックス3巻以降）は、天邪鬼との戦いから3年経過し、ワラシとの再会を待ち望む高校生となったあん子の物語となり、あん子とワラシの恋愛模様も描かれる。どちらかといえば前半はバトル漫画要素、後半はホラー漫画要素が強い。
絵柄も前作までの児童漫画風にデフォルメが効いたタッチであったが、あん子が高校生に成長した終盤からは頭身が高く少年漫画風のタッチへ変化し、次作「将太の寿司」へ引き継がれた。そのため作者の画風が変わる過渡期的な作品と言える。なお、4巻の袖部分で「成功作とはいえません―」や、別作品での4コマ漫画のコラムで「大コケだった」と後日談を述べており、打ち切りの示唆を伺わせている。
単行本は絶版のため長年古本以外での閲覧が困難な作品となっていたが、ピッコマ等の電子書籍で配信されている。

## あらすじ
友人に頼まれて祖母に妖怪の話を聞くため、友人と共に10年振りに田舎へやって来た14歳のあん子。そこで祖母から「ワラシ様」の話を聞かされる。最初は妖怪を信じていなかったあん子だが、龍神堂の龍石を見に行った際に妖怪に出会ってしまい、襲われたところをワラシに助けられる。この事件を契機に妖怪の存在を知ることとなったあん子は、ワラシと共に妖怪がらみの事件を解決していく。
ワラシは正体を現した天邪鬼を道連れに野槌の口から無間地獄に落ちたことで、東京に平穏な日々が取り戻されたが、3年後、ワラシとの再会を待ち続けたあん子の周囲で再び妖怪による異変が起こる・・・。

## 登場人物

### メインキャラ
ワラシ
主人公。童子（わらし）の名が示す通り、茶髪でキバを生やした10歳程度の少年の姿をしている。あん子の祖母の住む田舎では「ワラシ様」と呼ばれ、一種の神様のように敬われていた。伝承では普段は滅多に人前に姿を現さず、いたずらをする音が時折聞こえるのみで、運のいい者のみがごくまれに出会えるだけという。あん子が幼いころに出会っており、その時に「あん子のおっぱいは俺が予約する」と約束するなどスケベでいたずら好きな性格。自然界のあらゆる精霊の力を借りて、その性質を自分の物にすることができる。善の妖怪を率いるワラシ一族の若様で、その長・カハクを父に、人間の女性・ウズミを母に持つハーフ。本来は妖怪として一人前の年齢だが、幼いころに天邪鬼の策略によって両親と別れており、そのショックのために成長が止まっている。天邪鬼との戦いで一度は死ぬが、あん子の愛情により成長した姿で甦り、天邪鬼を道連れに野槌の口から無間地獄に落ちる。
3年後、無間地獄から精神のみ人間界に戻ってきたワラシは美童の体内に宿り、ピンチの時に美堂の肉体を短時間だけ借りて妖怪を退治する。最終話では美童の嫉妬心によって封印させられるが、美堂の自決によって無間地獄より肉体ともに完全復活し、あん子と共に日本各地へ悪鬼との戦いの旅に出る。
小萩野 あん子（おはぎの あんこ）
ヒロイン。黒髪でショートカットの活発な女の子。東京の笹原中学校の2年生。妖怪を信じていなかったが、田舎の龍神堂での事件に巻き込まれ、その際のワラシとの出会いにより妖怪の存在を知ることとなる。実は幼いころにワラシと出会っていたが、あん子は覚えていなかった。ワラシとの再会以降は、妖怪事件に首を突っ込むことになり、そのためワラシに呆れられることも。両親を失って一人ぼっちだったワラシにとって、幼いあん子との出会いはかけがえないことだった。
ワラシが無間地獄へ落ちた後、ワラシが戻るまで髪を切らないと誓う。3年後、北沢高校2年生へ成長。妖怪・死人使いの仕業による異変を察知し、危機一髪のところで美童の体を借りたワラシと再会し、次々と妖怪事件を解決していく。最後は肉体とも完全復活したワラシと再会を果たし、もう別れたくないという強い意志でそれまでの生活を捨て、悪鬼との戦いの旅に出る。
美童 和彦（みどう かずひこ）
後半に登場するもう一人の主人公で、あん子の同級生・ボーイフレンド。お調子者な劣等生で、揶揄い半分であん子が好きなことを口にして行動を共にしている。あん子曰く言動などからワラシを思い出させる節がある。
死人使いに巻き込まれたあん子たちを救うため、死人帰り（ゾンビ化）した同級生を鉄パイプで殴るなど勇敢な一面があるが逆襲され気絶。体内に宿っているワラシへ肉体を貸すことになる。肉体が乗っ取られている間はワラシとしてキリっとした目つきや言動となり、霊力も扱える。
最終話で高校卒業後すぐにあん子と結婚することを決心し、デートに誘う準備をする。しかし完全復活が近づいたワラシへの嫉妬心から百目鬼に唆され、体内からワラシが出られないように封印。あん子に告白するがワラシへの想いは変えられないことを認め、電動ドリルで自ら体を刺して自決し、ワラシを完全復活させた。酒呑童子との決戦後、カハクの命を分け与えられて蘇生した。
数年後、「あん子とワラシの幻を見る度に、古い傷が疼くように胸を痛くする」とエピローグで締めくくっており、記憶に留めて再会を待ち侘びている様子である。
テレビドラマ版では北沢学院大学に通う大学生で名前が「洋」となり、既にワラシが体内に宿っている状態で活躍する。

### 人間
あん子の祖母
あん子の祖母。田舎に住んでいる。あん子たちにワラシ様の話を聞かせる。遠い昔、一度だけワラシと出会ったことがある。信心深い性格。大事にしていたワラシのお守りをあん子に授ける。
佳子（けいこ）・由里（ゆり）
あん子の友人。あん子と共に田舎へやってくる。龍神堂の事件に巻き込まれてしまい、蛟に精気を吸い取られてミイラになってしまうが、蛟を倒した後のワラシによって助けられる。
あん子の父
あん子の父。妻は怪死を遂げ、残った一人娘もその3年後に失踪してしまった不幸な男。
あん子の母
あん子の母。土蜘蛛に喰い殺されてしまう。
茨城のお姉さん（いばらきのおねえさん）
あん子の親戚。義父の遺産で新築のタワーマンションに引っ越してきた。風切りに襲われるも、ワラシたちに助けられる。
滝川 蕗子（たきがわ ふきこ）
あん子の同級生で友人。三つ編みでそばかすの女の子。気が強い。あん子からは「ふーちゃん」と呼ばれている。成績が優れないのを気にして「明解塾」へ通う。最初は「小川」という姓だったがいつの間にか「滝川」に変わっていた。死人使いによって殺され、死人帰りにされてしまうも、死人使いの死によって甦る。
山下 江津子（やました えつこ）
あん子の同級生。顔が醜いことを気にしており、告白したが振られたことで顔を変えたいと強く願い、面取りの手術によって顔を変えて美しくなり、白川 絵美（しらかわ えみ）と名乗り元のクラスに転入する。美しくなったことにより、次第に高慢な性格となり女王様同然に振舞うも、その顔は人面瘡だった。焦った江津子は、面取りの元に向かい、顔を治してもらうように頼むも、言葉巧みに言いくるめられ、あん子の顔を剥ごうとする。最後にはワラシの手によって邪悪な心の顔は消滅し、元の顔に戻る。
木山（きやま）
アイドルオタクの同級生。デビュー直前に強姦殺人されお蔵入りとなっていた木ノ実苺のアイドルビデオを手に入れ、画霊へ化した苺の仕業で映像の中へ取り込まれてしまう。最後はワラシによって助け出される。
ウズミ
ワラシの母。天邪鬼の策略により夫カハクと共に無間地獄へ送られてしまう。

### 善行妖怪
善の妖怪たちは天邪鬼との戦い以降、酒呑童子が倒されるまで登場しなくなった。
電気妖怪（でんきようかい）
ワラシの知り合いの妖怪。電気を栄養にして、電柱などに隠れ住んでいる。妖怪だが、悪者ではない。そそっかしい性格。電気で攻撃できるが、力は大したことはない。
カマイタチ
ワラシの知り合いの妖怪。鎌の付いたイタチの姿をしている。風に乗り、人の体や着物を鋭利に切り裂く。いたずら者だが人殺しをするほどの悪者ではない。「カマ野郎」と呼ばれるのを嫌う。連続首切り殺人事件の犯人として疑われていた。
送り怪し火（おくりあやしび）
鬼火の妖怪。公園の街灯に棲んでいる。鯨の油が大好物。ワラシの知り合いで、「とっつぁん」と呼ばれている。夜道に現れて人々をおどかすのが生きがい。知識が豊富。
化けインコ（ばけインコ）
齢百年を経た巨大なメスのインコ。人を操り、動物を大切にしてくれる人のためのペットショップを経営している。
白うねり（しろうねり）
古い布地が化けた妖怪。普段はワラシのマフラーになって眠っている。
エンマ大王
地獄の主。直接は登場していないが、ワラシは死んだ人間の協力が必要な時は彼に交渉する。結構スケベらしく、ワラシが手土産にあん子の下着を用意する場面もあった。
風鬼（ふうき）・風魔（ふうま）
北の風神の棲む「風の宮殿」を守る妖怪。ちょっと純情。
北の風神（きたのふうじん）
風の精を統べる総大将。凶暴な風切りも彼には逆らえず、ワラシも彼には頭が上がらない。恐ろしい風貌だが粋なところもあり、総大将と呼ばれるだけの風格を持っている。ワラシと天邪鬼の戦いについてはどちらにも付かず、傍観していた。
美髟公白竜王（びはつこうはくりゅうおう）
ワラシの隠れ里に棲む、長髪の老人の姿をした妖怪。ワラシのことを「若様」と呼び、長年にわたりワラシの世話をしてきた。あん子を隠れ里に呼び寄せ、ワラシと天邪鬼の因縁を伝える。正体は巨大な白毛の竜。天邪鬼と一騎討ちし敗れるも、その命と引き換えにワラシにエネルギーを授け、天邪鬼に一撃を食らわせた。
スネコスリ
犬のような頭に足が付いた妖怪。軽い予知能力がある。
カハク
ワラシの父。人間との共存を望む善なる妖怪の一族で、武勇に優れ信望も厚い百年に一度の大妖怪。天邪鬼の策略により、野槌の体内の無間地獄に飲み込まれてしまう。

### 悪行妖怪
蛟（みずち）
龍神堂の双水晶にとり憑いていた妖怪。水の霊気が固まって生じた水妖の一種で、龍の子供のような存在。水晶の中に棲み、近寄る動物や人間の精気を吸い取って成長し、3千年の時が経つと水晶を割って龍になるという。龍神堂の蛟は既に3千年の齢を経ており、力は龍にも劣らないと自負。姿は爬虫類のようで、本体と舌のような物がそれぞれ意思を持っており喋る。激しい勢いの水の膜で石をも切り裂く。あん子の友人の精気を吸い取り、さらにはあん子を襲うも、あん子の呼びかけに応じて現れたワラシによって阻まれる。木の精霊の力を得たワラシに水分を奪われ、小さな水妖に退化した。
尸鍋（しこ）
赤い鍋の妖怪。300年ほど昔、狂気に取り付かれた陶芸師・鷲尾 鳩斎（わしお きゅうさい）の手により生まれた。鷲尾は1人の女の血を使って血のような赤い色を出そうとし、そのために殺された1人の女の怨念と鷲尾の狂気が合わさった結果、妖怪・尸鍋となった。尸鍋となった殺された1人の女は、殺された恨みを鷲尾に向けず、自分だけが殺されたのは不公平だとして、何百人もの罪の無い女を喰らい、仲間に引きずり込んだ。女を喰らう様から、尸鍋は赤い鍋の化身として人々から恐れられた。一度は封じられていたが現代に甦り、味吉亭（あじよしてい）という料亭の社長を操り、若い女を襲って喰っていた。女を喰らい、その血を吸うことにより、より赤く美しくなろうとしていた。女の怨念の集合体のため、自分の醜い姿を見られることを極端に嫌う。陶器の妖怪のため、体は硬い。自分の姿を見たあん子を喰らおうとあん子の家までやって来るも、地獄で鷲尾に会って陶器の弱点を聞いたワラシによって、業火と冷水を続けて浴びせられ砕け散った。
首（くび）
美容師の練習用のウィッグ（首のマネキン）の妖怪。供養もされず粗末に扱われた怨念から、自らを粗末に扱った美容師の女性に復讐するために首を切って殺していた。正体は「器物の怪（きぶつのかい）」と呼ばれる妖怪で、祟りのために人形の首に憑り付いた。最後は合体し一つの巨大な首になり、何でも溶かす犠牲者の血（怨血）で攻撃してくるも、ワラシとカマイタチのコンビネーションで倒される。
風切り（かぜきり）
風の精の妖怪。風の精の中でも誇り高く凶暴な存在で、人を殺すことも厭わない。世界中の風はチベット山中にある世界で唯一つの「風の聖地」、「風の谷」で生まれる。そこで生まれた風は、世界中にある「風の道（街道）」と呼ばれる特殊なルートを巡り、その「風の道」は風の精の棲家でもある。高層マンションが建ったことにより棲家でもある「風の道」を遮断された風切りは、怒りから高層マンションの住人を殺していた。最後は風神が風の道を変え、マンションからは手を引く。姿は網切がモデルになっている模様。
黒塚の鬼婆（くろつかのおにばば）
千年ぶりに甦ってきた鬼婆。人の悪念が最大級に凝り固まって生まれた大邪鬼。その正体は安達ヶ原の鬼女。僧の力で黒塚に封じられていたが、ペンション建築のために黒塚を取り壊されたことにより復活。人間の子供をさらい、殺害して生胆を喰らうということを繰り返していた。やがてあん子の中学校に保健医として赴任し、正体を隠していたが、居場所を突き止められたことにより、生徒を喰らい尽くしてから逃げようとする。強大な力を持っており、結界を張ることができる。ワラシと共にやって来たあん子を喰らおうとしたが寸前で助けに来た刑事に撃たれ、邪魔をされる。しかし銃で撃たれた程度では死なず、包丁で刑事や教師を殺してあん子を襲うが、ワラシにより再び邪魔をされる。何百人の血を吸い、研ぎ澄まされた妖包丁でワラシを苦しめるも、最後は自ら殺してしまった愛娘の霊の説得により改心、成仏。これにより、彼女の罪業は全てなかったことになった。
天邪鬼（あまのじゃく）
地上で最も呪われた妖怪。人間を快く思わない、悪しき妖怪たちの頭目。冷酷で残忍な性格で、人間の争い、憎しみ、裏切りを何よりも好む。人間界の争いの影には彼の一族が常に暗躍していたという。かつてワラシの一族を苦しめ、ワラシの両親を策略により無間地獄へ追いやってしまう。鬼婆を解き放ったのも彼である。長らく姿を消していたが、地上より人間を消し去るために再び現れた。悪鬼の中の悪鬼とも言うべき「邪魅六部衆（じゃみろくぶしゅう）」を従えている。ワラシとの対決の際、手始めにワラシの大切な存在であるあん子を狙う。妖怪の生命エネルギーを触れるだけで取り込める。獲物を切り裂く妖気の糸「斬妖索（ざんようさく）」を使い、ワラシを助けに来た白竜王もこの技の犠牲になった。ワラシとの最初の戦いの後、野槌や手下を使って東京に攻め込み、日本中を消し去ろうとする。成長したワラシとの二度目の戦いの際に正体を現す。
猖獗（しょうけつ）
天邪鬼の正体。2対の剛腕と10対の触腕を持つ無敵の大妖怪。パワーは天邪鬼の時の100倍になる。過去にその姿を見た者は全て殺されていたため、その姿を知る者はいなかった。最後は道連れの手を選んだワラシによって野槌の中へ共に吸い込まれる。
野槌（のづち）
巨大な口を持った、芋虫のような妖獣。体内に無間地獄への入り口を持っている。ワラシの両親を吸い込み、無間地獄へ追いやる。人や物を吸い込めば吸い込むほど巨大になる。天邪鬼の命により東京を荒らし回る。天邪鬼の統率を失った後は棲家の深山へと戻る。
土蜘蛛（つちぐも）
邪魅六部衆、壱の邪魅。蜘蛛の妖怪。邪魅六部衆の中で最も残忍で醜い妖怪。平安時代の京都で人肉を喰らっていたが、源頼光に退治された。それから千年の時を経て甦り、天邪鬼の命によりあん子を喰うために狙う。あん子の母を喰らい、あん子を天邪鬼の作った結界の中へ連れ去る。この結界の中では精霊の力を借りることができず、頼りの力を失ったワラシを大いに苦しめたが、ワラシの妖気弾で倒される。最後は天邪鬼によりエネルギーを吸い尽くされ、息絶えた。
地雷坊（じらいぼう）
天邪鬼の手下。パワーだけなら風神に匹敵する。ワラシの妖気弾で一瞬にして木っ端微塵となった。
死人使い（しびとつかい）
死人帰りを操る妖怪。「滑皮（なめりかわ）」という人間に化け、「明解塾」を開き、そこに通う生徒たちを殺して死人帰りにしていた。正体は腐肉の塊で不定形の妖怪。死人帰りを操って美童たちを襲う。
死人帰り（しびとがえり）
死人使いによって死体が甦った存在。一見した見た目は普通の人間だが、腐ったような臭いと異常な知識・能力を持つ。死人使いに殺された場合は死人使いの死によって生き返ることができる。
面取り（めんとり）
自分の醜い顔に嘆く者の元へ現れ、人の醜い顔を美しい仮面と取り替える能力を持つが、この顔は非常にもろく、醜い心が増長すれば元の顔は崩れ去って、第二の醜い心の顔へと入れ替わってしまう。面取りはその顔が崩れ去ってゆく過程を楽しむ妖怪で、その犠牲になった者の末路は狂い死にであるという。作中では山下江津子の顔を取替え、その心が変わってゆく過程を楽しんでいた。醜い顔が浮き出て焦る江津子を言葉巧みに操り、あん子の顔を剥ぐように仕向ける。江津子があん子の顔を剥ごうとするその瞬間、ワラシが現れ、面取りは生きた肉面・面霊鬼を仕向けるも撃退される。最後はワラシの霊力によって倒され、元の姿である大癋見の能面に戻る。
画霊（がれい）
絵の中の人物が生命を持って現実の世界にさ迷い出てくる存在。作中では、アイドルビデオの発売直前に撮影場所の公園で変質者に強姦殺人された木ノ実苺の霊がレンタルビデオに憑いており、アイドルオタクの木山を魅惑して映像の世界（妖怪の結界）へ取り込む。妄念に取り付かれ、木山やあん子と美童を襲うも、あん子の説得で成仏する。
邪魅六部衆の残党
天邪鬼亡き後、邪魅六部衆のうちで先に倒された土蜘蛛を除く5名が酒呑童子を中心に集結。人間を妖怪化する飲料を作って売りさばき、妖怪の世界を作ろうとした。
百目鬼（どうめき）
老婆の姿をした妖怪。占い師に化け、ワラシに嫉妬する美童の心に付け込み、ワラシを封印させようとする。体中に目があり物陰に隠れた美童も易々と見つけたが、復活したワラシの動きには気配を感じるのがやっとだった。最後は酒呑童子が動き出した際、水屍鬼の体液に雑魚妖怪共々溺れ死ぬ。
水屍鬼（すいしき）
溶けた人間のような体を持つ妖怪。その体液は甘く爽やかなジュースのような味がするが、実は人間をゆっくりと妖怪化させる効果がある。原液で飲んでしまうと体が急激な変化に耐えられず死に至る。酒呑童子が動き出した際、工場ごと潰れた模様。
青瘀鬼（せいおき）
痩せた二角の青鬼。工員に化けている。ワラシが復活した際に捻り潰そうと正体を現したが、全身を打ち抜かれて倒れた。
赤壊鬼（せきえき）
太った一角の赤鬼。工員に化けている。姿を見せぬまま青瘀鬼を倒したワラシに「堂々と正面から来い！」と息巻くが、要望通り（？）正面から腹を打ち抜かれて倒れた。
酒呑童子（しゅてんどうじ）
元・邪魅六部衆の筆頭。数多くの部下を抱える巨大な鬼。水屍鬼の体液を使って人間を妖怪化させ、妖怪の世界を作ろうとした。以前ワラシに会ったのは彼の両親を野槌に呑み込ませた時だそうで、天邪鬼の東京侵攻には参加しなかった模様。周囲の邪悪なエネルギーを集めた「邪気怨弾（じゃきえんだん）」を得意技とするが、無間地獄の邪気に耐え抜いて復活したワラシには通用せず、返り討ちにされた。

## 用語
ワラシのお守り（ワラシのおまもり）
あん子の祖母が大切にしていた首飾り。龍神堂へ行くあん子の身を案じ、祖母が授けた。心から強く念じるとワラシが出てきて助けに来る。ワラシの棲む世界と繋がっており、ワラシは普段はここにある隠れ里に棲んでいる。
龍神堂（りゅうじんどう）
龍石を祀っている祠。何人も近づいてはならない禁所とされ、近づいたために行方不明になった者は数知れないという、不吉な噂の付き纏う場所。
龍石（りゅうせき）
龍神堂に祀られている不思議な双水晶。理由は不明だが、見た者の話によれば時を問わず水が溢れ出すという。この水晶にまつわる不吉な話は枚挙に暇がない。水晶の中には妖怪・蛟が憑り付いていた。
占い棒（うらないぼう）
人の顔が彫られた棒。これが頭を上に向けて浮かんだ時、事件に妖怪が絡んでいることを察知できる。
化けインコの尾羽根（ばけインコのおばね）
齢百年を経た化けインコの尾羽根。風切りの姿を見切るのに必要とされる。
風壷（かぜつぼ）・風鋏（かぜばさみ）
風の精の総大将・北風の風神の秘宝。「風の宮殿」に眠っている。「風の道」を変える力を持つ。風鋏は風の街道を捻じ曲げ、風壷は風を自在に出し入れできる力を持っている。ワラシはこれを宮殿から盗み出し、風切りとの戦いの際に用いた。だが、風壷で一時的に風切りを捕らえることはできたものの、当時のワラシの力では風鋏は使いこなせず、追って来た風神が使って風の街道を変えた。
妖怪新聞（ようかいしんぶん）
妖怪の間で流通している新聞。見た目は薄汚れた和紙だが、顔を描くと書かれたことを喋る。
妖気弾（ようきだん）
体の中の生命エネルギーを一点に集中して解き放つ、ワラシ一族の得意とする技。

## テレビドラマ『B級ホラー WARASHI!』
1991年10月2日から1992年3月25日まで全24話がTBSで放送された。円谷映像製作。ワラシが既に宿っている大学生の美堂を主人公とするなどドラマオリジナルの内容となっているが、原作のエピソードも存在する。VHSビデオソフトがバンダイビジュアルより2巻発売されているが、それ以降は未ソフト化となっている。
メイン監督らは翌年の『電光超人グリッドマン』にも参加している。

### キャスト
- 美堂洋：西尾拓美
- 小萩野あん子：亜里香
- 時田成美
- 清水香里
- ナレーション：稲葉実

#### ゲスト
- 清水香里
- 実相寺吾子
- 成清加奈子
- いしかわじゅん
- 横須賀昌美
- 谷津勲
- 麻生真宮子
- 清水宏
- 阪本良介

### スタッフ
- 脚本：わかつき文三、小中千昭、神戸一彦、園田由宇保
- 監督：村石宏實、神澤信一、石井てるよし[2]
- エンディングテーマ：亜里香「女神たちのRevolution」
- 操演：根岸泉
- 特殊メイク：TONY'S LABO SFX（小西修、山田久仁子、奥野嘉信）
- 音響効果：スワラプロダクション
- 視覚効果：日本エフェクトセンター
- 技術協力：ビデオフォーカス
- プロデュース：永井憲二、阿部宏司、龍宝正峰
- 製作：円谷映像、TBS

### 主題歌・挿入歌
- 「女神たちのRevolution」亜里香
- 「Tell me」亜里香

### サブタイトル
- 第一話　妖怪回廊・ろくろ首
- 第二話　魔界のウイルス・人面疽
- 第三話　勾玉の秘密
- 第四話　妖怪鬼女呪いの手
- 第五話　口裂け女の怒り
- 第六話　河童塚の呪い
- 第七話　妖怪に愛された由里
- 第八話　戦標！妖怪沼田坊の呪いの歌
- 第九話　ヘビ女
- 第十話　悪霊の子守唄　般若の女
- 第十一話　妖怪行路・顔が盗まれる
- 第十二話　風の中に棲む瞳
- 第十三話　妖怪武者・死を呼ぶ法螺貝
- 第十四話　人形の怪!!孤独な妖怪
- 第十五話　妖怪砂かけ美女・呪われた結婚
- 第十六話　妖怪のずち・魔界の夢
- 第十七話　妖怪天邪鬼・狙われた美童
- 第十八話　雪女
- 第十九話　餓鬼・生きていた女
- 第二十話　妖怪二口女・もうひとつの顔
- 第二十一話　牛鬼伝説・妖怪の消えた海
- 第二十二話　警鐘の森・天狗伝説
- 第二十三話　画霊・夜歩く美女
- 第二十四話　無限地獄への罠・死人憑き（最終回）